# Championnats du monde de semi-marathon 2008
Navigation
Championnats du monde 2007 Championnats du monde 2009
Les Championnats du monde de semi-marathon 2008 se sont déroulés le 12 octobre 2008 à Rio de Janeiro, au Brésil.

## Tableau des médailles
| Rang | Nation   | Or | Argent | Bronze | Total |
| ---- | -------- | -- | ------ | ------ | ----- |
| 1    | Kenya    | 1  | 2      | 1      | 4     |
| 2    | Éthiopie | 1  | 1      | 0      | 2     |
| 2    | Érythrée | 1  | 1      | 0      | 2     |
| 3    | Pays-Bas | 1  | 0      | 0      | 1     |
| 4    | Qatar    | 0  | 0      | 2      | 2     |
| 5    | Japon    | 0  | 0      | 1      | 1     |
|      | Total    | 4  | 4      | 4      | 12    |

## Résultats

### Hommes
| Épreuves            | Or                                                                                | Argent                                                              | Bronze                                                                        |
| Course individuelle | Zersenay Tadese 59 min 56 =CR                                                     | Patrick Makau Musyoki 1 h 01 min 54                                 | Ahmad Hassan Abdullah 1 h 01 min 57                                           |
| Par équipes         | Kenya Patrick Makau Musyoki Stephen Kipkoech Kibiwott Joseph Maregu 3 h 07 min 24 | Érythrée Zersenay Tadese Michael Tesfay Mogos Ahferom 3 h 09 min 40 | Qatar Ahmad Hassan Abdullah Essa Ismail Rashed Ali Dawoud Sedam 3 h 10 min 52 |

### Femmes
| Épreuves            | Or                                                                | Argent                                                                  | Bronze                                                   |
| Course individuelle | Lornah Kiplagat 1 h 08 min 37                                     | Aselefech Mergia 1 h 09 min 57                                          | Pamela Chepchumba 1 h 10 min 01                          |
| Par équipes         | Éthiopie Aselefech Mergia Genet Getaneh Abebu Gelan 3 h 30 min 59 | Kenya Pamela Chepchumba Peninah Arusei Julia Mumbi Muraga 3 h 31 min 24 | Japon Yukiko Akaba Miki Ohira Yuko Machida 3 h 40 min 58 |